# 神戸藩
神戸藩（かんべはん）は、伊勢国河曲郡の神戸城（三重県鈴鹿市神戸）を居城とした藩。江戸時代初期に一柳氏が入封。1651年より石川氏が3代約80年治めたあと、1732年に本多氏が入部して7代約140年続き、幕末・廃藩置県を迎えた。

## 歴史

### 前史
神戸城は、天文年間（1532年 - 1555年）に神戸具盛が築城したとされる。のちに織田信長の三男・織田（神戸）信孝が養嗣として神戸氏を継ぎ、天守を築いた。本能寺の変後、伊勢国は織田信雄の所領となり、天正13年（1585年）には信雄の重臣である滝川雄利が神戸城主となった。
天正18年（1590年）に信雄は追放されるが、雄利は引き続き神戸城主を務め、2万石を領した。慶長5年（1600年）の関ヶ原の戦いにおいて雄利は西軍に属し、戦後に改易された。

### 一柳直盛の入封
慶長6年（1601年）、尾張国黒田城（愛知県一宮市木曽川町。尾張黒田藩も参照）3万5000石の城主だった一柳直盛が5万石で入部し、神戸藩が成立した。
寛永13年（1636年）に直盛は更に加増を受け、6万8000石で伊予国西条藩に転封となった。これにより同地は幕府領となり、神戸城も主要な建築物は破却された。

### 石川氏の時代
慶安4年（1651年）、近江国膳所藩主・石川忠総の次男・石川総長が、忠総の遺領のうち神戸周辺の1万石を分与されたため、神戸藩が再興した。万治3年（1660年）、総長は大坂定番となり、河内国石川・古市両郡内で1万石の加増を受けたため、知行高は2万石となった。寛文元年（1661年）、河内国石川郡白木村（大阪府南河内郡河南町白木）に白木陣屋（白木役所）が設けられ、代官を置いて河内の知行地の管轄にあたらせた。白木陣屋は堅固に造営されて陣屋町も発展し、管轄地域は地域的にまとまりを有したことから、河内の飛び地領あるいはその領主としての石川家は「白木藩」とも称される。
第3代藩主・石川総茂は弟の大久保忠明に3000石を分知したため、1万7000石となった。総茂は徳川吉宗に仕えて若年寄から西丸側用人を務めた。
享保17年（1732年）に3000石加増の上、常陸国下館藩に転封となった。総茂は善政を布いたとされ、転封の際には十日市場村（鈴鹿市神戸）など領内の農民40人が江戸に出て留任運動を行ったという。

### 本多氏の時代
享保17年（1732年）、石川氏に代わって河内国西代藩より本多忠統が1万石で入部した。延享2年（1745年）には5000石を加増され、以後1万5000石が神戸藩の知行高となった。忠統が若年寄に就任したことにより築城を許され、寛延元年（1748年）には神戸城が再興された。忠統は文人大名としても有名で、荻生徂徠の門人であり、また茶人としては宗範を名乗っていた。城内に「三教堂」、江戸藩邸に「成草館」という藩校をそれぞれ興したのもこの忠統である。
第5代藩主本多忠升は享和3年（1803年）に倹約令を出したが、自身も節食するほど徹底したものだった。また藩校を改革し、従前の古学を朱子学に変更するとともに、文化10年（1813年）には城内の藩校を「教倫堂（こうりんどう）」、江戸の藩校を「進徳堂」と改めている。
第6代藩主本多忠都の時代の嘉永7年（1854年）に起きた安政東海地震では、神戸城と城下町に大きな損害を被り、47人の死者が出た。
明治4年（1871年）、廃藩置県により神戸県となり、その後安濃津県を経て三重県に編入された。藩主家は明治2年（1869年）に華族に列し明治17年（1884年）に子爵となった。

## 歴代藩主

### 一柳家
外様 5万石 （1601年 - 1636年）
1. 直盛

### 幕府領
1636年 - 1651年

### 石川家
譜代 1万石→2万石→1万7000石 （1651年 - 1732年）
1. 総長 加増により2万石
2. 総良
3. 総茂 分知により1万7000石

### 本多家
譜代 1万石→1万5000石 （1732年 - 1871年）
1. 忠統 加増により1万5000石
2. 忠永
3. 忠興
4. 忠奝
5. 忠升
6. 忠寛
7. 忠貫

## 領地

### 石川氏時代の領地
寛文印知に見られる、石川氏（2万石）時代の藩領は以下の通り
- 伊勢国
  - 河曲郡のうち - 16村（1万石）
- 河内国
  - 石川郡のうち - 23村（8479石余）
  - 古市郡のうち - 6村（1520石）

### 幕末の領地
- 伊勢国
  - 三重郡のうち - 1村

日永村 (2310石5斗1升7合0勺9才0撮)
- - 河曲郡のうち - 14村

矢田部村 (343石3斗5升4合0勺0才4撮)・地子町村 (530石5斗7升0合9勺8才4撮)・寺家村 (732石9斗7升9合0勺0才4撮)・十日市場 (164石3斗6升0合0勺0才1撮)・西条村 (1079石0斗2升6合0勺0才1撮)・河田村 (571石4斗6升8合0勺1才8撮)・山辺村 (211石8斗8升6合9勺9才3撮)・木田村 (555石3斗6升1合0勺2才3撮)・国分村 (517石3斗3升6合9勺7才5撮)・高岡村 (1204石0斗5升7合0勺0才7撮)・十宮村 (1247石9斗5升9合9勺6才1撮)・南長太村 (1676石6斗8升6合0勺3才5撮)・矢橋村 (853石6斗7升7合9勺7才9撮)・柳村 (127石4斗1升6合0勺0才0撮)			
- - 鈴鹿郡のうち - 4村

甲斐村 (49石8斗3升2合0勺0才1撮)・高宮村 (659石4斗2升6合0勺2才5撮)・上田村 (450石1斗9升2合9勺9才3撮)・汲川原村 (476石9斗3升4合9勺9才8撮)		
- 河内国
  - 錦部郡のうち - 11村

原村 (424石7斗4升4合9勺9才5撮)・長野村 (215石3斗1升1合4勺9才3撮)・日野村 (520石5斗3升3合0勺2才0撮)・清水村 (212石5斗3升9合9勺9才3撮)・天見村 (217石2斗8升7合0勺0才3撮)・流谷村 (124石5斗9升9合9勺9才8撮)・鬼住村 (93石2斗2升5合0勺0才6撮)		
- - （うち4村を膳所藩に編入）

新家村 (202石4斗2升9合0勺0才1撮)・伏見堂村 (337石4斗6升0合9勺9才9撮)・古野村 (151石3斗2升0合9勺9才9撮)・下岩瀬村 (128石6斗2升8合0勺0才6撮)
- - 明治維新後に、錦部郡1村（旧膳所藩領）が加わった。